# 馬南塔利湖
馬南塔利湖（Manantali）是馬里的大型人工湖，位於巴芬河的河道上，湖泊最北端在巴富拉貝東南90公里，面積477平方公里，蓄水量113億立方米。在1989年興建馬南塔利水壩時形成，湖水淹沒120平方公里森林，12,000居民需要遷移。

## 外部連結
- Satellite view of the Bafing River valley before and after the formation of Lake Manantali （页面存档备份，存于）